# جاناتان زونگو
جاناتان زونگو (انگلیسی: Jonathan Zongo؛ زادهٔ ۶ آوریل ۱۹۸۹) بازیکن فوتبال اهل بورکینافاسو است.
از باشگاه‌هایی که در آن بازی کرده‌است می‌توان به باشگاه فوتبال آلمریا اشاره کرد.
وی همچنین در تیم ملی فوتبال بورکینافاسو بازی کرده‌است.